# Gymnase de Komazawa
 (avril 2025).
Si vous disposez d'ouvrages ou d'articles de référence ou si vous connaissez des sites web de qualité traitant du thème abordé ici, merci de compléter l'article en donnant les références utiles à sa vérifiabilité et en les liant à la section « Notes et références ».
Le gymnase de Komazawa est une installation sportive d'intérieur située à Tokyo au Japon. La capacité de l'arène est de 3 875 spectateurs. Elle a accueilli les épreuves de lutte aux Jeux olympiques d'été de 1964.

## Source de la traduction
- (en) Cet article est partiellement ou en totalité issu de l’article de Wikipédia en anglais intitulé « Komazawa Gymnasium » (voir la liste des auteurs).